# Спорміноре
Спорміноре (італ. Sporminore) — муніципалітет в Італії, у регіоні Трентіно-Альто-Адідже,  провінція Тренто.
Спорміноре розташоване на відстані близько 500 км на північ від Рима, 20 км на північ від Тренто.
Населення — 713 осіб (2014).

## Демографія
Населення за роками:

Станом на 1 січня 2023 року в муніципалітеті офіційно проживав 41 іноземець з 10 країн, серед них 19 громадян країн Євросоюзу та 7 громадян України.

## Сусідні муніципалітети
- Камподенно
- Спормаджоре
- Тон